# 総山誠
総山 誠（ふさやま まこと、1950年8月23日 - ）は、日本の実業家。東洋エンジニアリング株式会社取締役会長を務めた。

## 人物・経歴
1973年一橋大学法学部卒業、東洋エンジニアリング入社。経営企画部長を経て、2004年取締役常務執行役員経営計画本部長に昇格。2008年取締役専務執行役員経営統括本部長。2012年代表取締役副社長。2014年から取締役会長を務め、外務大臣のイラン訪問に同行するなどインフラ受注に向けた活動等にあたった。